# Берталан Бічкеї
Берталан Бічкеї (угор. Bertalan Bicskei, 17 вересня 1944, Будапешт — 16 липня 2011) — угорський футболіст, що грав на позиції воротаря, зокрема за клуб «Гонвед», а також національну збірну Угорщини. По завершенні ігрової кар'єри — тренер.

## Клубна кар'єра
У дорослому футболі дебютував 1962 року виступами за команду «Веспремі Галадаш», в якій провів три сезони. 
Своєю грою за цю команду привернув увагу представників тренерського штабу клубу «Гонвед», до складу якого приєднався 1965 року. Відіграв за клуб з Будапешта наступні дев'ять сезонів своєї ігрової кар'єри. Більшість часу, проведеного у складі «Гонведа», був основним голкіпером команди.
Завершував ігрову кар'єру у команді МТК (Будапешт), за яку виступав протягом 1974—1975 років.

## Виступи за збірну
У складі олімпійської збірної був учасником  футбольного турніру на Олімпійських іграх 1968 року у Мехіко, здобувши того року титул олімпійського чемпіона.
1973 року провів свою єдину гру у складі національної збірної Угорщини.

## Кар'єра тренера
Заершивши кар'єру гравця, залишився у клубній системі будапештського МТК, де опікувався системою підготовки молодих гравців. Пізніше також працював з юнацькими і молодіжними збірними Угорщини.
Отримавши повноцінний тренерський диплом, з 1986 року працював на клубному рівні, тренуючи «Гонвед». Після перемоги команди з Будапешта у чемпіонаті Угорщини 1987/88 тренера було запрошено очолити тренерський штаб національної збірної країни, де він провів частину 1989 року.
Згодом отримав перший досвід роботи за кордоном — у 1990–1991 роках тренував південнокорейський «Пусан Ай Парк», а протягом 1992–1993 років був головним тренером швейцарського «Люцерна».
Пізніше повернувся на батьківщину, де працював з низкою клубних команд, а протягом 1998–2001 років — знову зі збірною Угорщини.
На рівні збірних також очолював тренерські штаби національної команди Малайзії у 2004–2005 та збірної Ліберії у 2010–2011.
Помер 16 липня 2011 року на 67-му році життя.

## Титули і досягнення

### Як гравця
- Олімпійський чемпіон: 1968

### Як тренера
- Чемпіон Угорщини (1):

«Гонвед»: 1987-1988
- Чемпіон Південної Кореї (1):

«Пусан Ай Парк»: 1991
- Чемпіон Європи (U-18): 1984